# 벨라루스 공화국 청년단

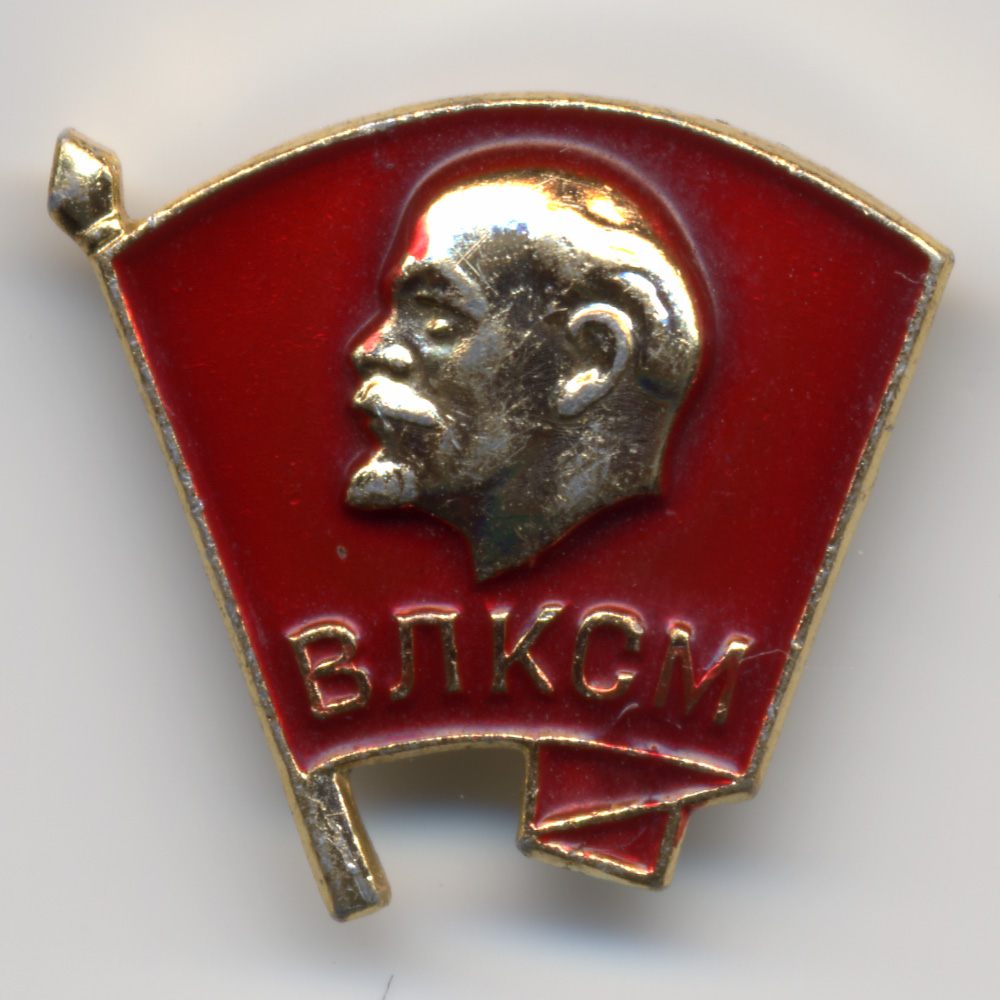
레닌의 초상화가 새겨진 콤소몰 회원 배지

벨라루스 공화국 청년단(벨라루스어: Беларускі рэспубліканскі саюз моладзі 벨라루스키 레스푸블리칸스키 사유스 몰라지, 러시아어: Белорусский республиканский союз молодежи 벨로루스키 레스푸블리칸스키 소유스 몰로데지[*], 약칭  벨라루스어: БРСМ 베에르에스엠)은 벨라루스의 청소년 단체로 벨라루스의 청년들에게 캠프 활동과 체육 행사, 기념지 방문을 통해 애국심과 도덕적 가치를 증진시키는 것을 목적으로 하는 단체이다.
2002년 벨라루스의 여러 청소년 단체를 합병했으며 콤소몰의 벨로루시 소비에트 사회주의 공화국 지부를 계승하여 창설하였다. 벨라루스에서 가장 큰 청소년 단체이며 벨라루스 정부의 지원을 받는 단체이다.

## 창설
벨라루스 공화국 청년단은 2002년 9월 6일 벨라루스의 청소년 단체인 벨라루스 청년단과 벨라루스 애국 청년단을 합병하여 창설하였다. 벨라루스 청년단은 콤소몰의 벨로루시 소비에트 사회주의 공화국 지부였던 벨라루스 레닌 공산주의 청년단을 공식적으로 계승한 단체였으며 벨라루스 애국 청년단은 알렉산드르 루카셴코 대통령이 1997년에 창설한 단체였다. 그는 벨라루스 공화국 청년단 설립에 관한 법률을 제정했으며 이 단체를 벨라루스 정부의 지원(주로 벨라루스 교육부와 대통령 행정부)을 받는 단체로 규정하였다.
루카셴코 대통령은 2003년에 열린 연설에서 벨라루스 공화국 청년단의 필요성과 벨라루스 국민의 생활 속에서 중요한 역할에 대해 다음과 같이 언급하였다.
청년 — 우리의 중대한 기둥 — 은 우리 계획과 목표의 심장부에 있습니다. 우리는 아직 그 강력한 잠재력을 거의 사용하지 못했습니다. 우리는 흔히 청년들이 가진 주도권을 무시합니다. 책임자들은 청년들과 직접 접촉하길 꺼리며 민감한 질문이 튀어나올까봐 두려워합니다. 그 사람들이 청년들을 유익한 공공 활동에 투입시킨다는 것은 불가능할 것입니다. 우리가 이 목표로 나아가야 합니다. 청년단의 활동은 청년들 주위의 환경에서 일어나는 갖가지 부정적인 현상들을 막아 줄 것입니다. 이런 상황이 벨라루스 공화국 청년단에게 커다란 소임을 요구합니다. 우리는 벨라루스 공화국 청년단의 조직과 국가의 청년 운동의 지도자로서의 능력을 발휘해야 할 것입니다.

## 조직체
벨라루스 공화국 청년단의 본부는 벨라루스의 수도 민스크에 있으며 각 주(민스크주, 브레스트주, 호멜주, 흐로드나주, 마힐료우주, 비쳅스크주)에 벨라루스 공화국 청년단 지부를 두고 있다. 벨라루스 공화국 청년단은 벨라루스 내에 약 6803개의 지부를 가지고 있다.
벨라루스 공화국 청년단은 중앙 위원회의 통제를 받으며 중앙 위원회의 제1서기는 중앙 위원회의 위원장을 겸임한다. 현재 알렉산드르 루키야노프가 벨라루스 공화국 청년단의 위원장 겸 제1서기를 맡고 있다. 제1서기 아래에는 제2서기가 있으며 중앙 조사 위원회 의장과 중앙 위원회 제3서기를 겸임한다. 세 명의 서기들을 벨라루스 공화국 청년단 비서실이라고도 부른다.
벨라루스 공화국 청년단의 연간 총 자금은 정확히 알려져 있지 않다. 다만 자금의 대부분은 벨라루스 정부를 통해 지원을 받고 있다.

### 역대 청년단 위원장 및 제1서기
괄호 안의 숫자는 임기 연도이다.
- 알렉산드르 나하옌코(2002~2003)
- 미하일 오르다(2003~2006)
- 레오니트 코발료프(2006~2008)
- 유리 크리보둡스키(2008~2010)
- 이고리 부좁스키(2010~2014)
- 안드레이 벨랴코프(2014~2018)
- 드미트리 보라뉴크(2018~2021)
- 알렉산드르 루키야노프(2021~)

## 상징

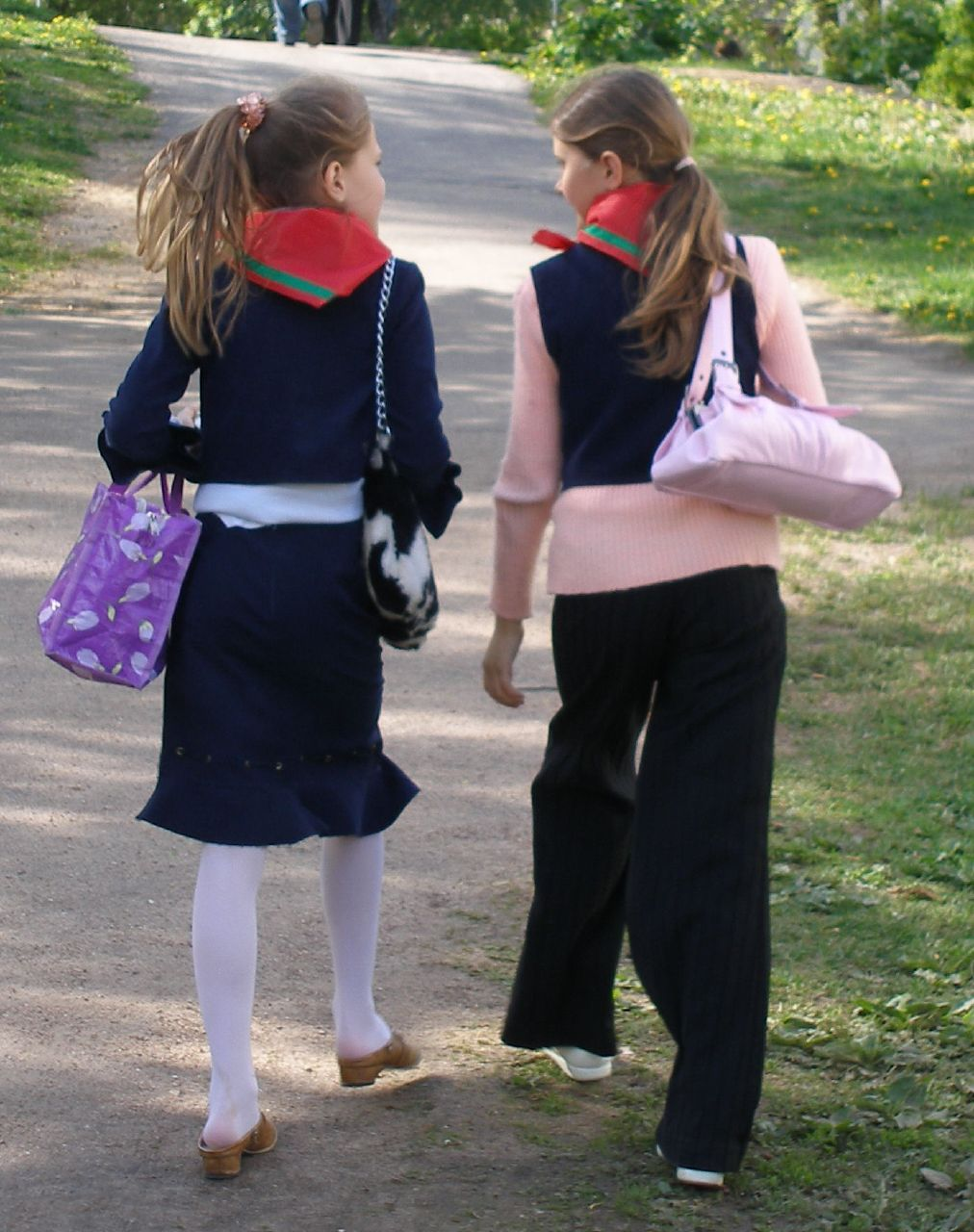
민스크로 가고 있는 두 명의 회원

벨라루스 공화국 청년단은 두 개의 공식 상징물을 가지고 있는데 하나는 엠블렘이며 나머지 하나는 기(旗)이다. 벨라루스 공화국 청년단의 엠블렘은 콤소몰 배지와 벨라루스의 국기를 바탕으로 한 디자인으로 빨간색 줄무늬 안에는 벨라루스 공화국 청년단의 키릴 문자 약칭인 "БРСМ"(BRSM)이 금색으로 새겨져 있으며 초록색 줄무늬 안에는 금색 올리브 가지가 그려져 있다.
벨라루스 공화국 청년단의 기는 디자인이 엠블렘과 비슷하지만, 기의 뒷면에 그려져 있는 빨간색 줄무늬 안에는 벨라루스 공화국 청년단의 러시아어 공식 명칭이 금색으로 새겨져 있을 뿐 초록색 줄무늬 안에는 어떠한 문양도 없다.

## 회원
벨라루스 공화국 청년단의 회원이 되기 위해서는 가입을 신청한 사람의 연령이 14세에서 31세 사이여야 하며 반드시 자신의 사진을 보내야 한다. 만약 가입을 신청한 사람의 연령이 14세에서 16세 사이면 부모나 법정 대리인의 동의를 받아야 한다. 전쟁과 평화 보도 연구소의 2003년 통계에 따르면 벨라루스 공화국 청년단에는 약 120,000명의 회원이 가입되어 있는 것으로 확인되었다.
벨라루스 공화국 청년단의 회원은 반드시 입회비 1,400 벨라루스 루블(약 0.65 미국 달러)을 한 번에 내야 하며 한 해 중반에 회비를 계속해서 내야 한다.
회비의 전체 총액은 회원의 노동과 생활 상태를 바탕으로 조정되며 장애 아동과 고아는 회비가 면제된다.

## 활동

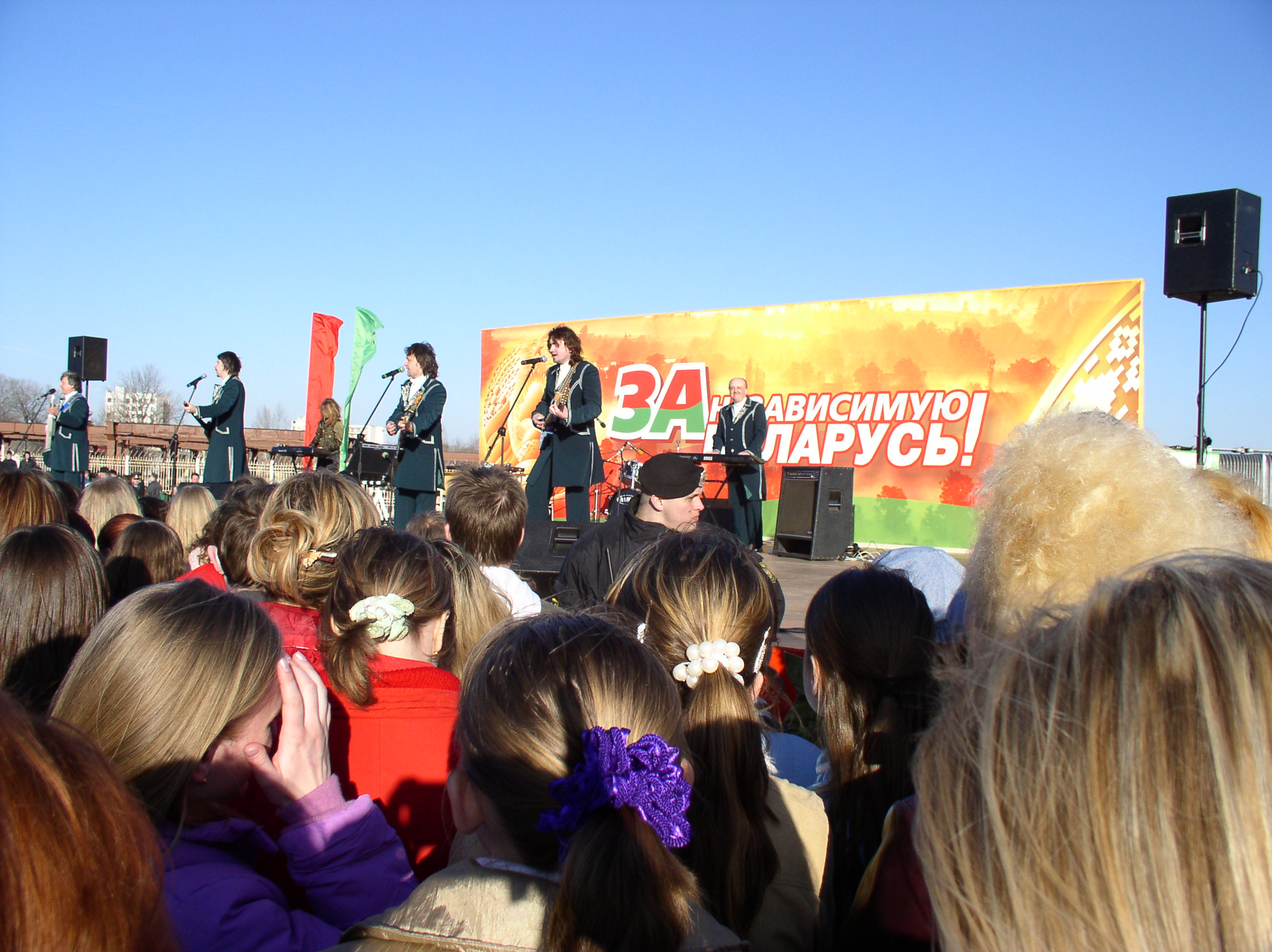
벨라루스 공화국 청년단이 2007년에 주최한 "벨라루스의 독립을 위하여!" 콘서트

벨라루스 공화국 청년단의 활동은 대개 소련 시절의 콤소몰과 유사하다는 특징이 있다. 주요 활동은 벨라루스의 애국심 증진과 연관되어 있는데 이는 전국의 여러 기념지에서 화환을 놓는 의식에 참석하면서 이루어진다. 벨라루스 공화국 청년단의 회원들은 승전 기념일에 제2차 세계 대전 당시 대조국 전쟁에 참전한 명예 퇴역 군인들에게 꽃을 건네준다. 이런 행사들은 회원들이 조상들의 희생에 보답하는 것을 목적으로 하고 있다.
벨라루스 공화국 청년단은 다른 공휴일 동안에 벨라루스의 국기와 비슷한 문양의 리본을 나눠주는데 이 리본은 셔츠나 재킷에 착용된다. 이 프로그램은 "벨라루스를 위하여!"(러시아어: За Беларусь!)라는 캠페인의 일부로 그 외의 다른 프로그램과 함께 진행된다. 벨라루스 공화국 청년단은 실외 활동과 축구, 육상, 수영, 하키를 포함한 체육 활동에 참여하는데 일부 체육 활동에서는 러시아, 우크라이나, 라트비아 등을 포함한 이웃 나라들의 단체가 참여하기도 한다. 또한 벨라루스 공화국 청년단의 회원들은 서로 간의 경기 혹은 이 단체와 비슷한 해외 단체와의 경기에 참가하기도 한다.
벨라루스 공화국 청년단은 벨라루스 청소년 콘서트와 같은 사회 행사를 주최한다. 그러나 벨라루스 공화국 청년단이 후원하는 콘서트에서는 신나치주의자들도 참석할 뿐만 아니라 이들의 공연을 보여주기도 한다. 이로 벨라루스 공화국 청년단은 지역 지도자들과 퇴역 군인들에게 많은 비난을 받기도 한다. 또한 벨라루스 공화국 청년단은 2004년에 미스 벨라루스 선발 대회의 주최 가운데 하나로 나서면서 미스 아메리카와 미스 유니버스와 같은 방식으로 진행하기도 하였으며 벨라루스 공화국 청년단이 정치에 개입하지 않는 동안 제1서기를 지냈던 미하일 오르다는 여러 공무원들과 함께 미국의 2004년 벨라루스 민주주의 법을 비난하는 편지에 서명하기도 하였다. 벨라루스 공화국 청년단의 학생 건설 여단은 소비에트 연방의 청년 단체에 기원을 둔다.

## 비판
벨라루스 내부에서는 벨라루스 공화국 청년단이 회원 수를 늘리려고 비윤리적인 수법을 쓰고 있다고 비난한다. 벨라루스의 교사와 학생들은 청년단에 가입하라는 협박에 시달리고 있으며 현지 기업에서 할인이나 좋은 기숙사를 제공해 주거나 대학 졸업 후 일자리 찾기에 협조해 준다는 약속으로 유혹하고 있다고 주장한다.
1999년 벨라루스의 야당 인사들은 이 단체를 콤소몰에 빗대어 "루카몰"(벨라루스어: Лукамол)이라고 부르기도 하였다. 이는 루카셴코와 콤소몰의 합성어로 루카셴코 대통령의 개인 숭배를 정치적 기반으로 이용하는 청소년 단체를 뜻한다.
세계적인 인권 감시 단체인 휴먼 라이츠 워치는 벨라루스 공화국 청년단이 벨라루스 대학 학문의 자유를 제한하고 있다고 비난하기도 하였다. 휴먼 라이츠 워치가 1999년에 발행한 보고서에는 다음과 같이 언급되어 있다.
(벨라루스 공화국 청년단은) 비록 겉으로는 정치적인 면에서 중립을 유지하고 있으나 실제로는 교장 임명권과 갈수록 제도화하는 지위 그리고 학생의 일상 생활을 장악하고 있으며 제한 없는 연구와 본질적이고 우수한 학문적 표현에 도움을 주는 자유로운 의견을 억압하고 오히려 대학 환경에 정치적 정통성의 선전을 조장하고 있다.

또한 이 보고서에서는 벨라루스 공화국 청년단은 회원들에게 벨라루스어를 자신이 가장 쓰고 싶은 언어로 정하도록 강요하며 반정부 성향의 후보자를 제외하고 있다고 언급하기도 하였다.
유엔은 루카셴코 대통령의 정부가 직접적 혹은 간접적으로 설립한 비정부 기구들을 정부 선전에 이용한다고 주장하며 2003년 초에 펴낸 보고서에서는 벨라루스 공화국 청년단은 대개 루카셴코 정부의 공무원들이 루카셴코 대통령을 위해 회원 가입에 동원된다고 언급하였다. 또한 이 보고서에서는 그 외의 청소년 단체에서 자금이 제대로 지원되지 않으면 회원은 학교에서 제적될 수도 있으며 이를 피하려 벨라루스 공화국 청년단에 가입하는 것을 최후의 보루로 삼고 있다고 언급한다.